# Vorrei che fosse amore
«Vorrei che fosse amore» (с итал. — «Я бы хотела, чтобы это была любовь») — песня, написанная Антонио Амурри и Бруно Канфорой. Итальянская певица Мина записала её в 1968 году в качестве финальной темы музыкального телешоу «Канцониссима». Позже эта песня вошла в её альбом Canzonissima ’68, а также была выпущена как сингл, заняв 9-е место в итальянском чарте. По данным журнала Cash Box, в период с июля 1968 по июль 1969 года он занял 77-е место в списке самых продаваемых синглов в Италии.
В следующем году Мина перезаписала песню на французском языке под названием «Si…» и выпустила её в качестве сингла. Для продвижения этой версии в конце апреля 1969 года певица отправилась в Париж, где исполнила песню на местном телевидении. Мина также записала английскую версию под названием «More Than Strangers», которая была выпущена в качестве сингла и позже вошла в одноимённый альбом, распространявшийся в США.

## Варианты издания
7"-сингл (Италия)
A. «Vorrei che fosse amore» (Антонио Амурри, Бруно Канфора) — 2:26
B. «Caro» (Мина, Маурицио Сейманди, Аугусто Мартелли) — 3:16
7"-сингл (Франция)
A. «Si… (Vorrei che fosse amore)» (Антонио Амурри, Бруно Канфора, Эдди Марней) — 2:24
B. «Moi je te regarde (Io innamorata)» (Аугусто Мартелли, Джорджо Калабрезе, Эдди Марней) — 3:01
7"-сингл (США)
A. «More Than Strangers (Vorrei che fosse amore)» (Антонио Амурри, Бруно Канфора, Глэдис Шелли Джимми Небб) — 2:17
B. «I Want to Be Loved» (Саванна Черчилль) — 2:20

## Чарты
| Чарт (1968)              | Высшая позиция |
| ------------------------ | -------------- |
| Италия (Musica e dischi) | 9              |